# Episodi di Monty Python's Flying Circus (prima stagione)

Titoli di testa.

| nº | Titolo originale                                                     | Titolo italiano                                                 | Prima TV UK      | Prima TV Italia |
| -- | -------------------------------------------------------------------- | --------------------------------------------------------------- | ---------------- | --------------- |
| 1  | Whither Canada?                                                      | Dove sta andando il Canada?                                     | 5 ottobre 1969   |                 |
| 2  | Sex and Violence                                                     | Sesso e violenza                                                | 12 ottobre 1969  |                 |
| 3  | How to Recognise Different Types of Trees From Quite a Long Way Away | Come riconoscere diverse specie di alberi da molto lontano      | 19 ottobre 1969  |                 |
| 4  | Owl-Stretching Time                                                  | Il momento di strapazzare le civette                            | 26 ottobre 1969  |                 |
| 5  | Man's Crisis of Identity in the Latter Half of the 20th Century      | La crisi di identità dell'uomo nella seconda metà del XX secolo | 16 novembre 1969 |                 |
| 6  | It's The Arts (The BBC Entry For the Zinc Stoat of Budapest)         | Sono le arti                                                    | 23 novembre 1969 |                 |
| 7  | Oh, You're No Fun Anymore                                            | Non fa più ridere                                               | 30 novembre 1969 |                 |
| 8  | Full Frontal Nudity                                                  | Nudo integrale                                                  | 7 dicembre 1969  |                 |
| 9  | The Ant, an Introduction                                             | La formica, un'introduzione                                     | 14 dicembre 1969 |                 |
| 10 | Untitled                                                             | Senza titolo                                                    | 21 dicembre 1969 |                 |
| 11 | The Royal Philharmonic Orchestra Goes to the Bathroom                | La Royal Philharmonic Orchestra va in bagno                     | 28 dicembre 1969 |                 |
| 12 | The Naked Ant                                                        | La formica nuda                                                 | 4 gennaio 1970   |                 |
| 13 | Intermission                                                         | Intervallo                                                      | 11 gennaio 1970  |                 |

## Dove sta andando il Canada?
- Titolo originale: Whither Canada?
- Diretto da: Ian MacNaughton
- Scritto da: Graham Chapman, John Cleese, Michael Palin, Eric Idle, Terry Jones, Terry Gilliam
- Registrazione: 7 settembre 1969
- Guest star: nessuna

### Sketch
- "È Wolfgang Amadeus Mozart": morti famose ("It's Wolfgang Amadeus Mozart": Famous Deaths)
- Lezione di italiano (Italian lesson)
- Il burro fantastico (Whizzo Butter)
  - La parola "Whizzo" verrà usata per tutta la serie come nome di varie compagnie e di vari prodotti, come il Whizzo's Finest Chocolates nello sketch de La rana croccante del sesto episodio.
- "Sono le arti" - Sir Edward Ross ("It's the Arts" - Sir Edward Ross)
- Arthur "due rimesse" Jackson (Arthur "Two Sheds" Jackson)
- Picasso/La gara ciclistica (Picasso/Cycling Race)
- La barzelletta più divertente del mondo (The Funniest Joke in the World)

## Sesso e violenza
- Titolo originale: Sex and Violence
- Diretto da: Ian MacNaughton
- Scritto da: Graham Chapman, John Cleese, Michael Palin, Eric Idle, Terry Jones, Terry Gilliam
- Guest star: Carol Cleveland

### Sketch
- La pecora volante
- Lezione in francese sui velivoli-pecora
- Discussione fra pepiere sui filosofi francesi
- Cartone animato - Il pensatore
- Un uomo con tre natiche
- Un uomo con due nasi
- Topi musicali
- Il consulente matrimoniale
- La regina eccentrica
- Il drammaturgo proletario
- Lo scozzese a cavallo
- Cartone animato - La pecora volante
- L'epilogo di lotta
- Cartone animato - I cowboy, la carrozzina e la statua musicale
- Il problema dei topi

## Come riconoscere diverse specie di alberi da molto lontano
- Titolo originale: How to Recognise Different Types of Trees From Quite a Long Way Away
- Diretto da: Ian MacNaughton
- Scritto da: Graham Chapman, John Cleese, Michael Palin, Eric Idle, Terry Jones, Terry Gilliam
- Guest star: Carol Cleveland

### Sketch
- La scena del tribunale - Il testimone nella bara/il cardinale Richelieu
- Il larice
- Il riparatore di biciclette
- Una storia per bambini
- Cartone animato - Gli animali e il clero
- Corse di asini
- Lo sketch del ristorante - La forchetta sporca
- Cartone animato - Pubblicità "Acquista un passato"
- I lattai sedotti
- Il conduttore rapito
- L'intervista con i bambini
- Eh? Eh?

## Il momento di strapazzare le civette
- Titolo originale: Owl-Stretching Time
- Diretto da: Ian MacNaughton
- Scritto da: Graham Chapman, John Cleese, Michael Palin, Eric Idle, Terry Jones, Terry Gilliam
- Guest star: Carol Cleveland, Katya Wyeth, Dick Vosburgh

### Sketch
- In diretta dalle Cardiff Rooms, in Libia/Canzone - "E quei piedi?"
- Galleria d'arte
- Il critico d'arte
- È la vita di un uomo nell'esercito moderno
- Spogliarsi in pubblico - Cambiarsi in spiaggia
- L'autodifesa contro la frutta fresca
- Cartone animato - Cambiarsi in spiaggia
- Il monologo rustico
- I dentisti dei servizi segreti

## La crisi di identità dell'uomo nella seconda metà del XX secolo
- Titolo originale: Man's Crisis of Identity in the Latter Half of the 20th Century
- Diretto da: Ian MacNaughton
- Scritto da: Graham Chapman, John Cleese, Michael Palin, Eric Idle, Terry Jones, Terry Gilliam
- Guest star: Carol Cleveland

### Sketch
- I confondigatti
- Il contrabbandiere
- Un'anatra, un gatto e una lucertola - discussione
- Sondaggi d'opinione sul contrabbando
- Raid della polizia
- Lettere sui sondaggi d'opinione
- Il conduttore arrestato
- Il film erotico
- Cartone animato - Charles Senzagrassi
- Lo strano colloquio di lavoro
- Il comitato di consulenza sul lavoro
- Scassinatore/Venditore di enciclopedie

## Sono le arti
- Titolo originale: It's The Arts (The BBC Entry For the Zinc Stoat of Budapest)
- Diretto da: Ian MacNaughton
- Scritto da: Graham Chapman, John Cleese, Michael Palin, Eric Idle, Terry Jones, Terry Gilliam
- Guest star: Carol Cleveland

### Sketch
- I costi dei sottotitoli
- Cartone animato - Autografo/Introduzione a "Sono le arti"
- Johann Gombolputty
- Cartone animato censurato
- La rapina non illegale
- Sondaggi d'opinione
- La rana croccante
- La noiosa vita di un operatore di borsa della City
- Cartone animato - Il supereroe
- Un pellerossa a teatro
- I poliziotti sono ottimi amici
- Uno scozzese a cavallo/Il giovane Lochinvar
- Cartone animato - La carrozzina malvagia
- Twenty-Century Topo - Irving C. Saltzberg

## Non fa più ridere
- Titolo originale: Oh, You're No Fun Anymore
- Diretto da: Ian MacNaughton
- Scritto da: Graham Chapman, John Cleese, Michael Palin, Eric Idle, Terry Jones, Terry Gilliam
- Guest star: Donna Reading

### Sketch
- Avvistamento di cammelli
- Cartone animato - Il concerto della band
- Non fa più ridere
- La verifica contabile
- Lo sketch di fantascienza
  - Un uomo si trasforma in uno scozzese
  - Il commissariato
  - L'incontro di tennis fra biancomangiari

## Nudo integrale
- Titolo originale: Full Frontal Nudity
- Diretto da: Ian MacNaughton
- Scritto da: Graham Chapman, John Cleese, Michael Palin, Eric Idle, Terry Jones, Terry Gilliam
- Guest star: Carol Cleveland, Katya Weyth, Rita Davies, Ewa Aulin (non accreditata)

### Sketch
- Sondaggi d'opinione sulla nudità e sulla società lassista
- Il racket per la protezione dell'esercito
- Cartone animato - Nudo integrale
- Altri sondaggi d'opinione
- Il critico d'arte - Il ruolo del nudo
- Comprare un letto
- Troppo stupido
- Gli eremiti
- Cartone animato - Il tritacarne
- Il pappagallo morto
- L'esibizionista
- Le vecchiette infernali

## La formica, un'introduzione
- Titolo originale: The Ant, an Introduction
- Diretto da: Ian MacNaughton
- Scritto da: Graham Chapman, John Cleese, Michael Palin, Eric Idle, Terry Jones, Terry Gilliam
- Guest star: Carol Cleveland, Connie Booth

### Sketch
- I lama
- L'uomo con un registratore nel naso
- La spedizione sul Kilimangiaro - Diplopia
- L'uomo con un registratore nel naso di suo fratello
- Cartone animato - Il parroco che vende enciclopedie
- Il barbiere assassino
- La canzone del taglialegna
- Gumby il cantante
- La sala rinfreschi a Bletchley - Presentazione di Henry Lust
- Il film sulla caccia
- Gli ospiti

## Senza titolo
- Titolo originale: Untitled
- Diretto da: Ian MacNaughton
- Scritto da: Graham Chapman, John Cleese, Michael Palin, Eric Idle, Terry Jones, Terry Gilliam
- Guest star: David Unction, Ian Davidson

### Sketch
- Una parte da figurante in uno sketch
- Il rapinatore - Il negozio di lingerie
- I programmi della serata con Henry Unction
- Arthur Albero
- Cartone animato - Impressioni di legno
- Il consulente per l'orientamento professionale - Il ragioniere iscritto all'albo
- Collegamento con David Unction
- Il primo uomo a saltare la Manica - Ron Ovvio
- Il tunnel da Godalming a Giava
- Trasformazioni di animali
- Il gorilla bibliotecario
- Lettere al "Daily Mirror"
- Estranei nella notte
- Cartone animato - Animali che mangiano

## La Royal Philharmonic Orchestra va in bagno
- Titolo originale: The Royal Philharmonic Orchestra Goes to the Bathroom
- Diretto da: Ian MacNaughton
- Scritto da: Graham Chapman, John Cleese, Michael Palin, Eric Idle, Terry Jones, Terry Gilliam
- Guest star: Carol Cleveland, Flanagan, Ian Davidson

### Sketch
- La Royal Philharmonic Orchestra va in bagno
- Lettera - Umorismo scatologico
- Interruzioni - Il mondo della storia
- Lo sketch di Agatha Christie
- Il film degli impresari di pompe funebri
- Intervista con Jimmy Buzzard
- Impresari di pompe funebri e signore nude
- Persone interessanti
- Impresari di pompe funebri stanchi
- Cartone animato - Le bare
- La legislazione sociale del XVIII secolo - Il mondo della storia
- La battaglia di Trafalgar
- L'associazione delle cittadine di Batley presenta la battagliadi Pearl Harbor
- Il film degli impresari di pompe funebri

## La formica nuda
- Titolo originale: The Naked Ant
- Diretto da: Ian MacNaughton
- Scritto da: Graham Chapman, John Cleese, Michael Palin, Eric Idle, Terry Jones, Terry Gilliam
- Guest star: Connie Booth, Flanagan

### Sketch
- Una cabina di manovra da qualche parte vicino a Hove
- Caduta da un edificio
- Cartone animato - Gente che cade, il mago, titoli di testa
- "Spectrum" - Si parla di qualcosa
- Turisti da Coventry
- Il signor Hilter [sic]
- Le elezioni suppletive di Minhead
- Il commissariato - Voci strane
- Il borghese più imbecille dell'anno
- Cartone animato - Fumare la pipa
- Ken Shabby
- Quanto può cadere lontano un ministro? Trasmissione politica del partito boscoso

## Intervallo
- Titolo originale: Intermission
- Diretto da: Ian MacNaughton
- Scritto da: Graham Chapman, John Cleese, Michael Palin, Eric Idle, Terry Jones, Terry Gilliam
- Guest star: Carol Cleveland

### Sketch
- Cartone animato - Intervallo
- Al ristorante - Insulti e cannibalismo
- Pubblicità - Perle ai porci
- L'albatro
- Torna da me
- Io dottore
- Imitazioni storiche
- Cartone animato - Imitazioni storiche
- L'intervistatore - "Desideri"
- Fiabe per poliziotti
- L'indagine sul delitto
- Stonehenge
- Il signor Attila l'Unno
- Psichiatria - Lo sketch fuori di testa
- La sala operatoria - Gli occupanti abusivi